# توبربو ماجوس
توبربو ماجوس هي مدينة أثرية تونسية تقع قرب مدينة الفحص في ولاية زغوان. تعود معالم الموقع إلى العهد الروماني إلا أن اكتشاف أدوات وصوان حجرية تدل على وجود نشاط إنساني فيه منذ العصر اللوبي .

## تاريخها
بنيت المدينة على مراحل إذ شيدت في 27 قبل الميلاد مستعمرة رومانية بجوار الموقع اللوبي قبل أن يلتحم المجمعان سنة 188. عرفت المدينة في تلك الفترة ازدهارا معماريا كبير فشيدت عدة معالم ومنشآت عامة ومنازل فخمة، وقد فاق عدد سكانها وقتها العشرة آلاف نسمة.

دخلت المدينة في حالة من التقهقر في أواسط القرن الثالث قبل أن تعود إلى سالف إشعاعها في القرن الرابع وتعلن نفسها كجمهورية تحت اسم "ريبوبليكا فيليكس توبربو ماجوس"، إلا أنها لم تدم طويلا لتنحصر الحياة المدنية فيها مع الغزو الوندالي وتصبح مهجورة تماما مع بداية القرن السابع. يشكل موقع توبربو ماجوس أكبر مدينة أثرية في البلاد التونسية بمساحة حوالي 40 هكتارا، ورغم القيام بعدد من الحفريات فإنها لم تكشف كامل الموقع. يضم الموقع كابيتولا ومعابد وحمامات وحيّا سكنيا يضم منازل ومنشآت تحتوي على عدد كبير من لوحات الفسيفساء.

## معرض الصور

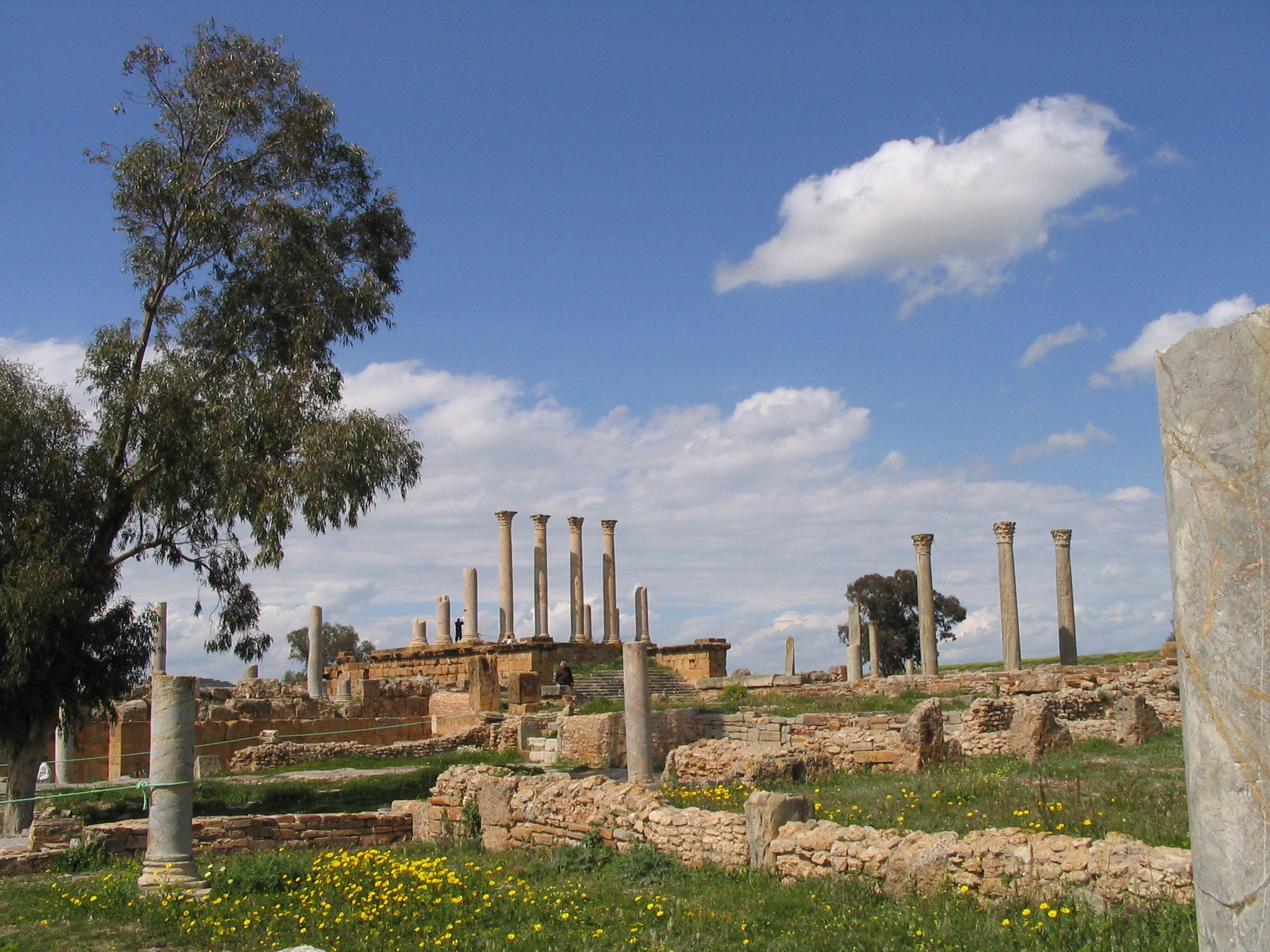
صورة للموقع
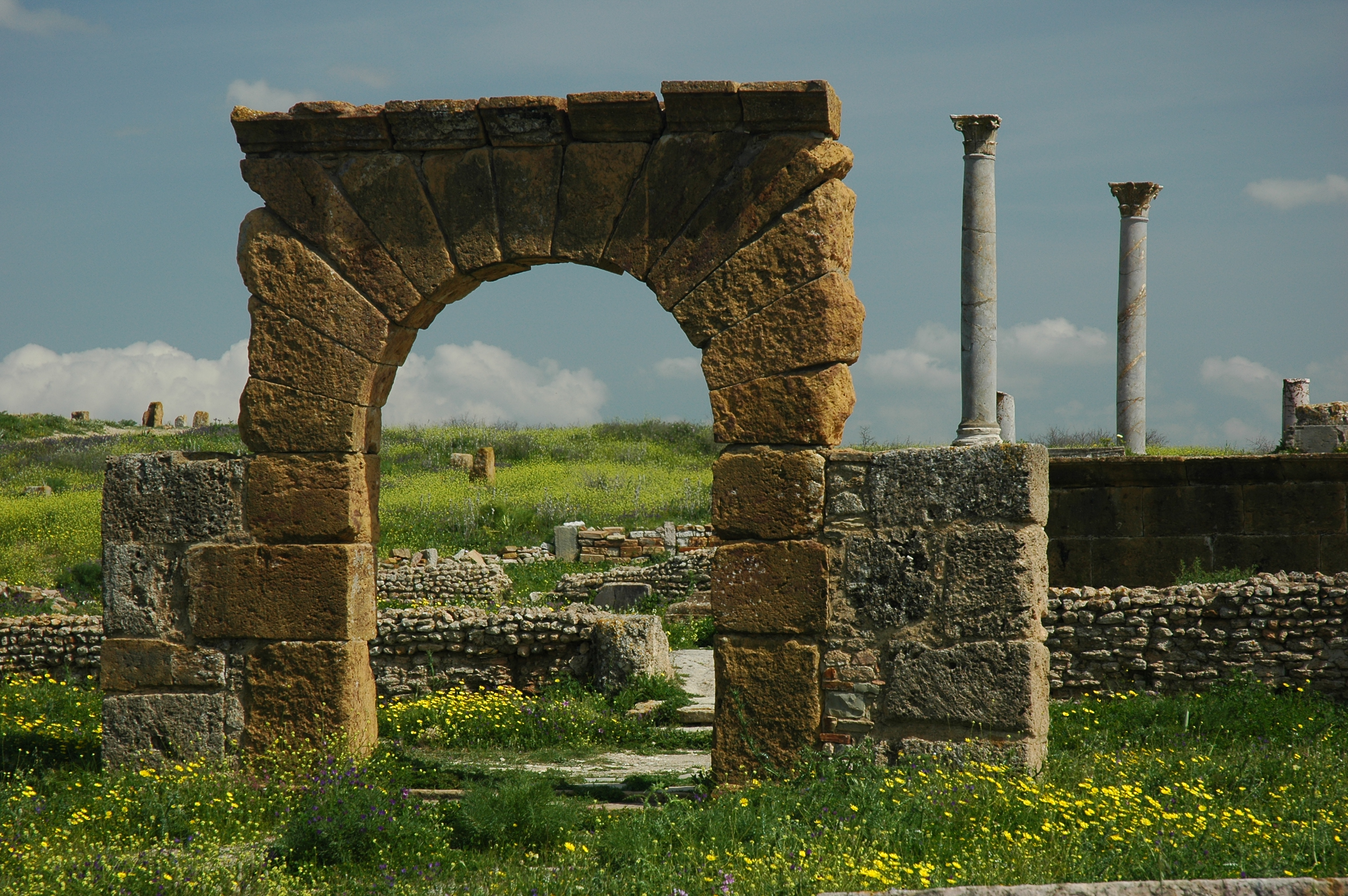
توبربو ماجوس
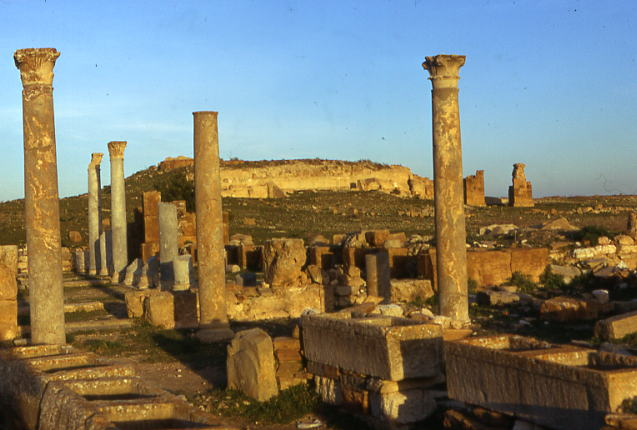
صورة لتوبربو ماجوس
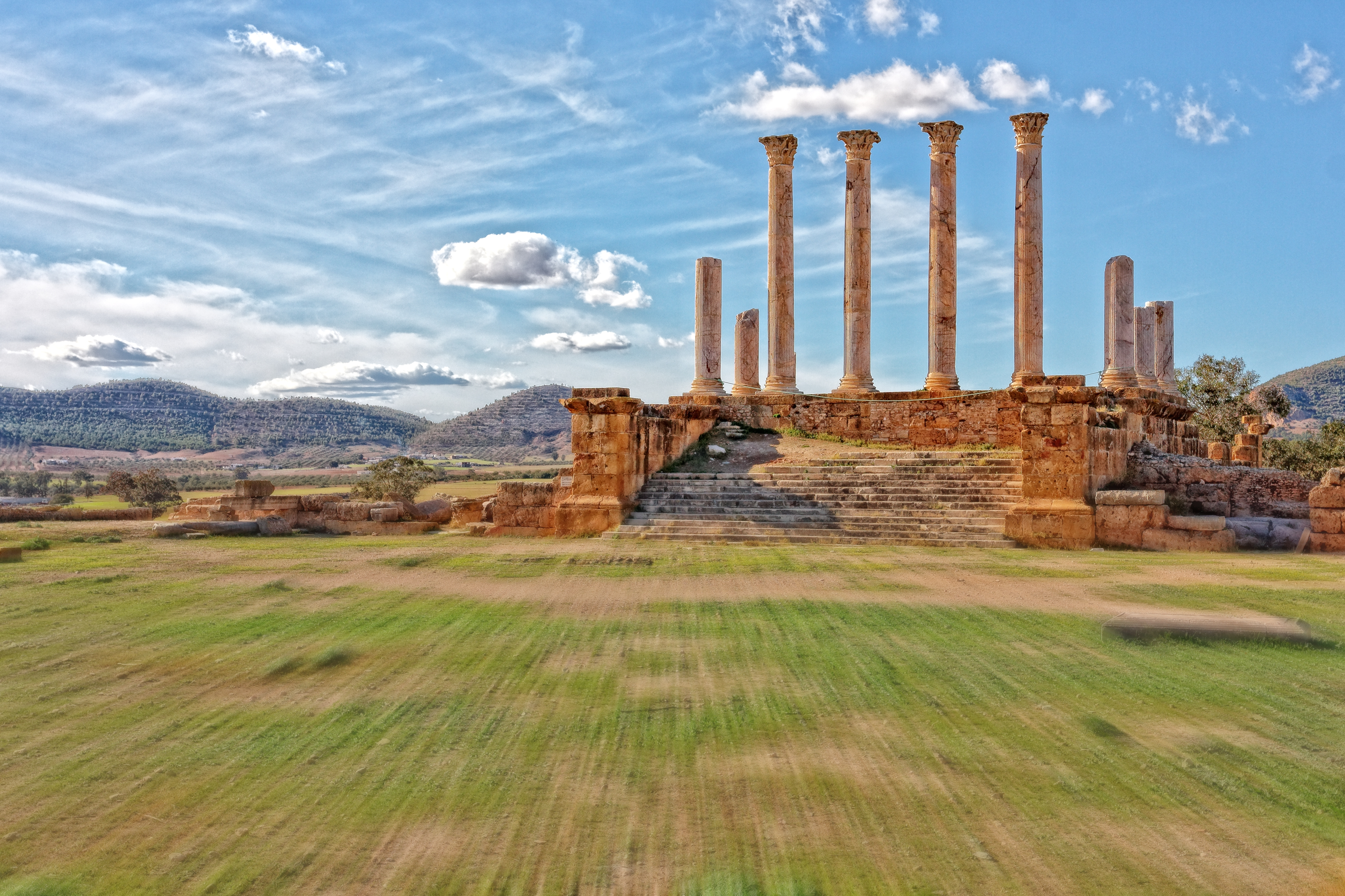
منتدى (روماني)
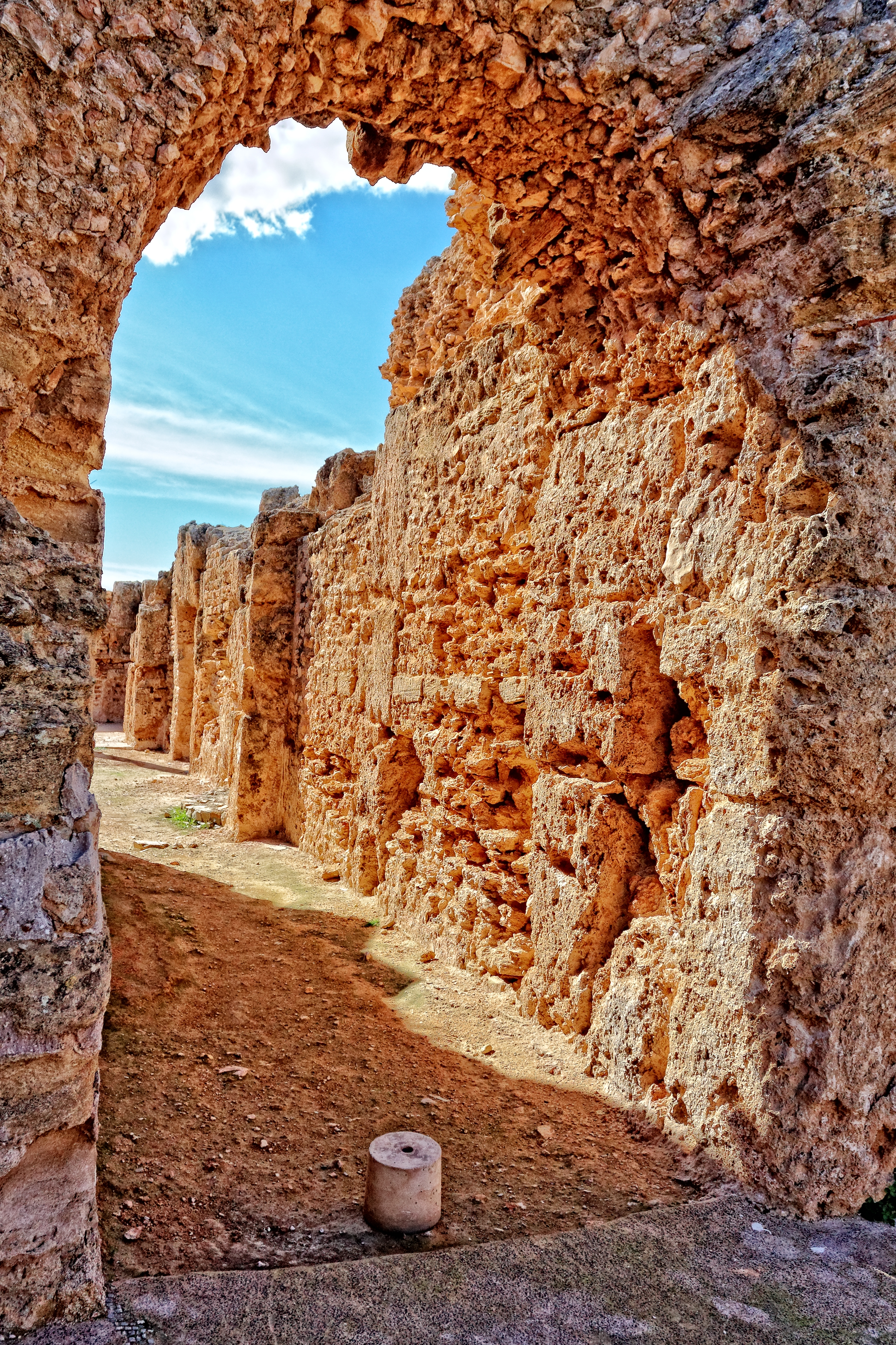
حمام روماني